# Felipe Zapa
Felipe Zaparoli mais conhecido como Felipe Zapa (Ribeirão Preto, 12 de março de 1992) é um apresentador, youtuber e cantor brasileiro. Autor da websérie "Zapa na Disney" em seu canal do youtube.

## Prêmios
Ganhou o Prêmio Jovem Brasileiro em 2015 na categoria "Revelação da TV".